# Вулиця Асафа Зейналлі
Вулиця Асафа Зейналлі (азерб. Asəf Zeynallı küçəsi) — вулиця в Баку, в історичному районі Ічері-шехер (Старе місто), від веж вулиці до вулиці Кичик Гала. Один з головних туристичних маршрутів міста.

## Історія
Названа на честь композитора Асафа Зейналлі (1909—1932).
Одна з найстаріших вулиць міста. До 1939 року називалася Велика Мінаретська.
У радянські часи однією пам'яток вулиці була знаменита на все місто Баку «кебаба Мамедалі»

## Забудова

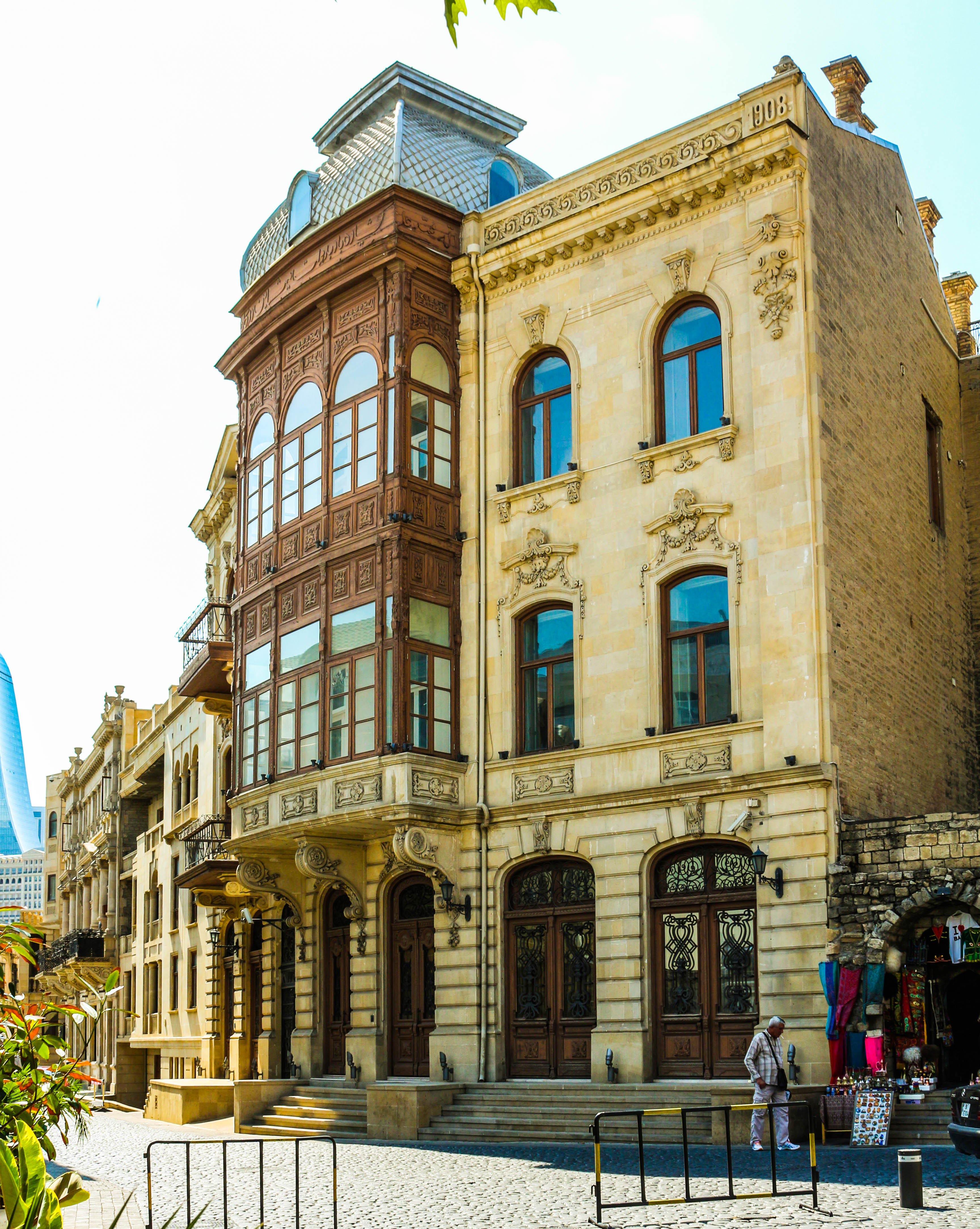
Колишній будинок Гані Мамедова

- буд. 11 — Картинна галерея «Апшерон»
- буд. 18 — Мечеть Сеїд Яхья (початок XVII століття)
- буд. 25 — Мечеть Шейха Ібрагіма (початок XV століття)
- буд. 39 — Мечеть Баба Кухі Бакуві
- буд. 45 — Будинок Гані Мамедова (1908)
- буд. 49 — Джума мечеть
- буд. 53 — «Лезгінська» мечеть (Ашура-мечеть)
- буд. 63а — Мечеть-медресе
- буд. 65 — Управління заповідника «Ічері-Шехер»
- буд. 67 — Баня Гаджи Гаїба

## Пам'ятки

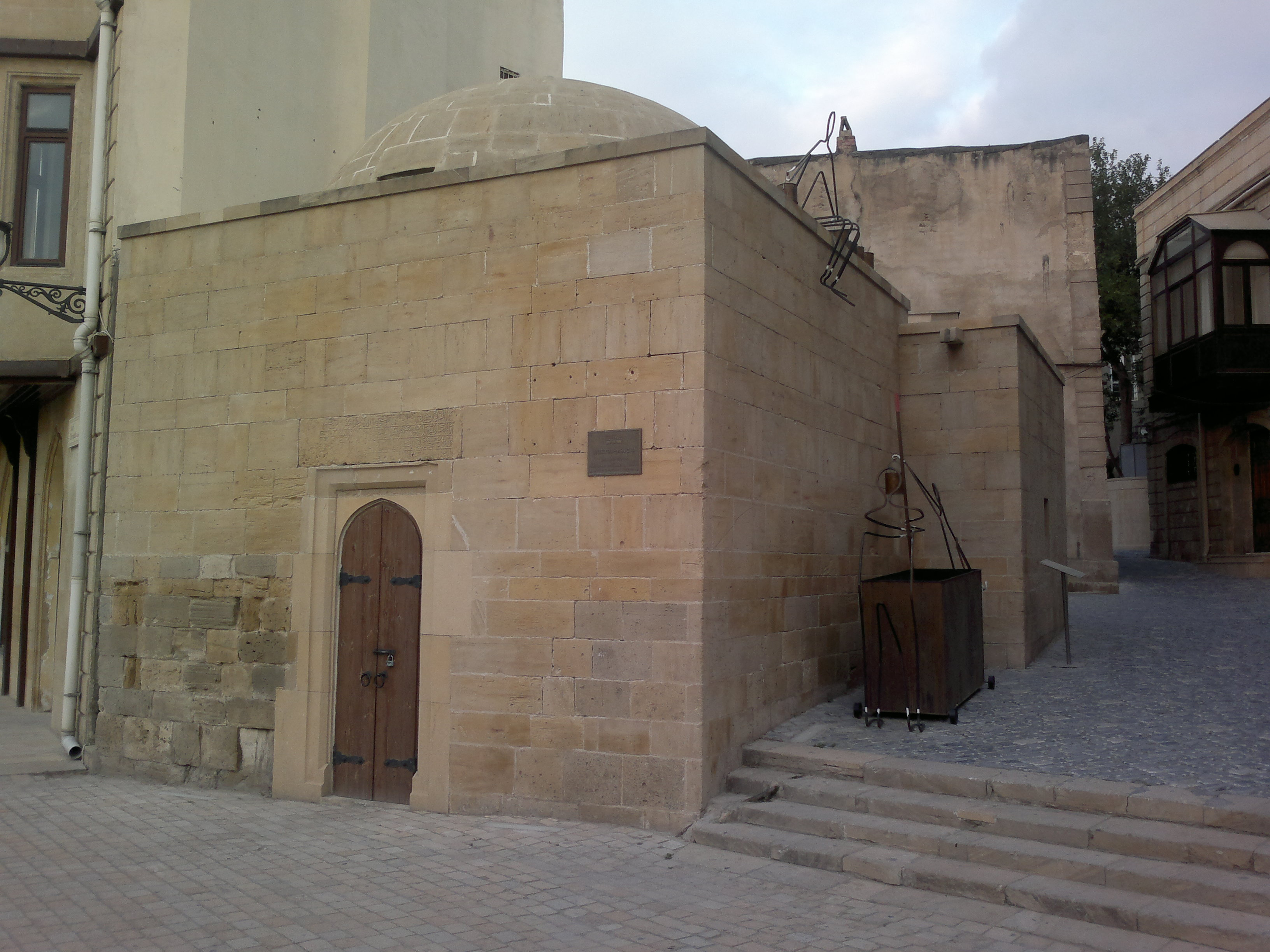
Інсталяція «Кірщікі» на бічному фасаді будівлі мечеті-медресе

На розі вулиці з вулицею Мірза Шафі знаходиться інсталяція-пам'ятник представникам однієї з найстаріших бакинських професій — кірщікам (майстрам покриття дахів будинків особливим матеріалом на основі нафти — на кір). Автор інсталяції художник Ніяз Наджафов хотів нагадати про зниклу, а колись дуже важливу, міську професію. Згідно задумки автора інсталяції робітник-кірщік на даху будинку чекає, коли по мотузці напарник передасть йому відро з киплячим кіром.

## Вулиця в кінематографі

Кадр з фільму Діамантова рука

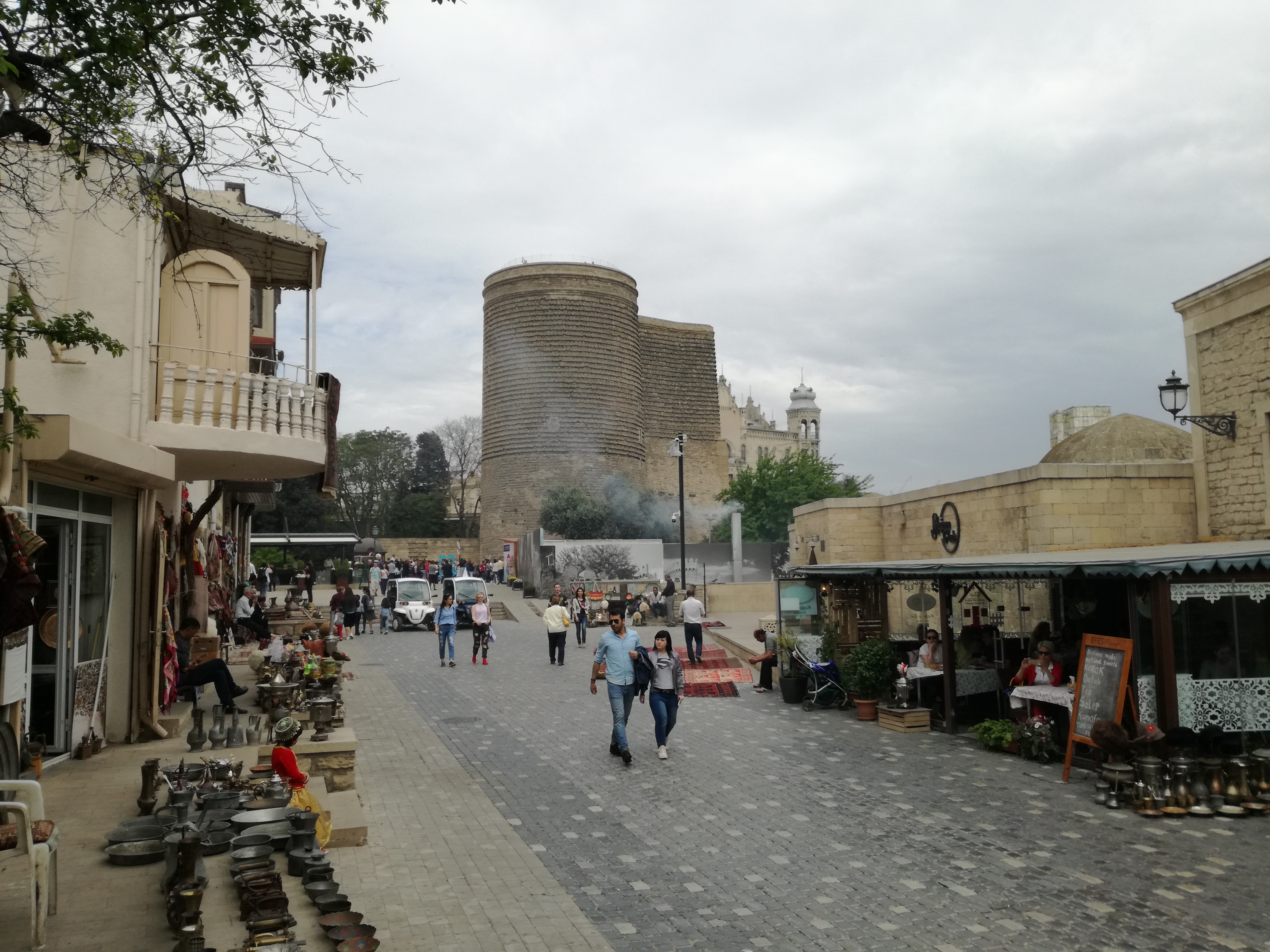
Сучасний вигляд вулиці

На вулиці було знято декілька епізодів закордонної подорожі Горбункова у фільмі « Діамантова рука»: автомобіль контрабандистів мчить цією вулицею на самому початку фільму, поліцейський регулює вуличний рух, в перспективі вулиці видно Дівочу вежу, з інших ракурсів видно деталі будинку Гаджи Мамедова біля перехрестя з вулицею Боюк Гала, Семен Семенович робить фотографії не знявши кришку з об'єктива фотоапарата, над його плечем добре видно мінарет Джума-мечеті .

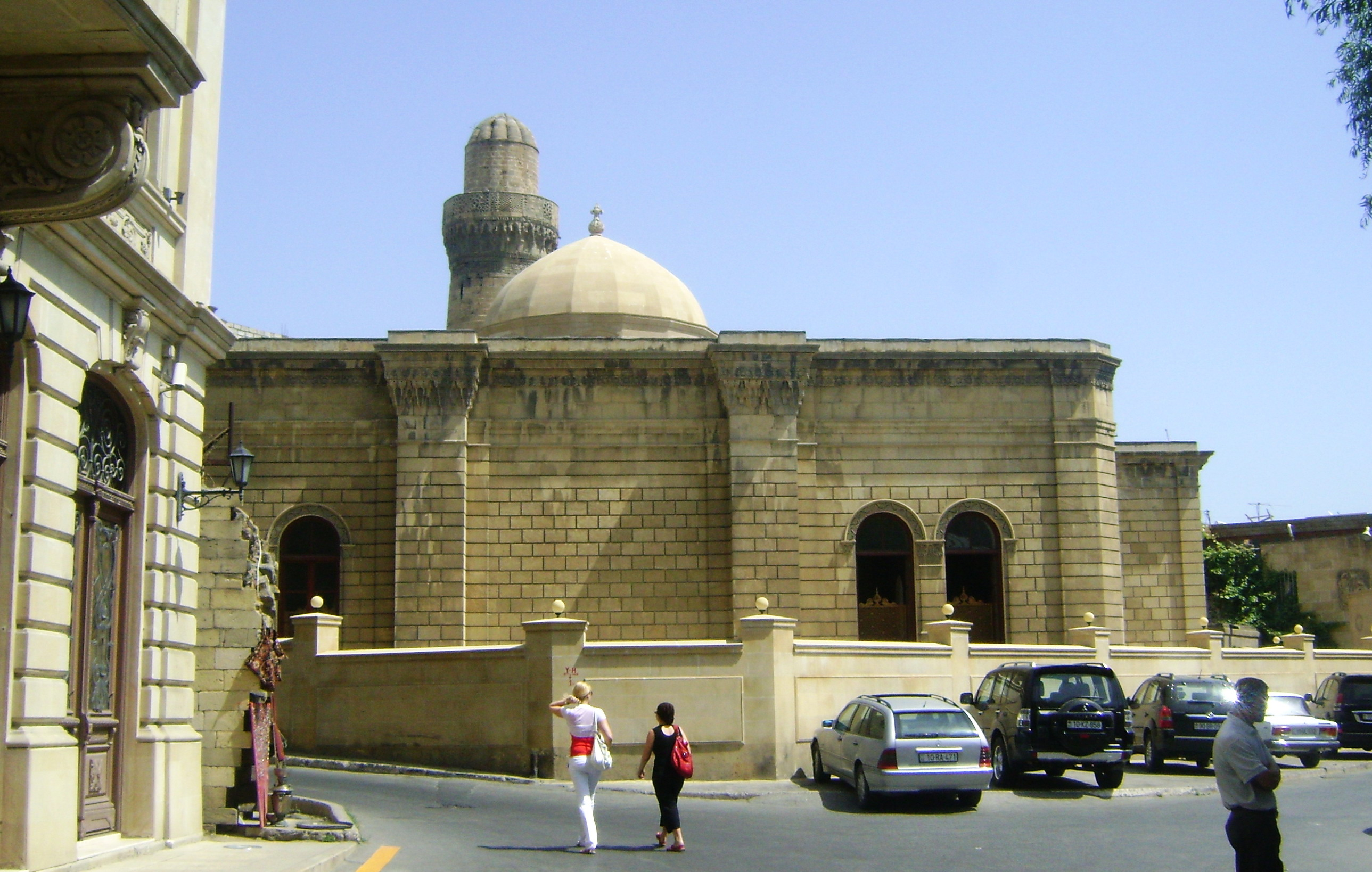
Вулиця Асафа Зейналлі. Джума-мечеть

У фільмі " Тегеран-43 " Баку виступав у ролі Тегерана. Частина зйомок була проведена на вулиці Асафа Зейналлі (добре помітна Джума-мечеть) .